# Линукс пројекат терминалског сервера
Линукс Терминал Сервер Пројекат (ЛТСП ) је додатни пакет слободан софтвер отвореног кода за линукс који омогућава корисницима да истовремено користе исти рачунар. Апликације су покренуте на серверу преко терминала који је познат под именом танки клијент (још познат као икс терминал) који оперише улазом и излазом. Генерално, терминали су слабије машине, немају хард-диск, тиши су у раду од класичних десктоп рачунара пошто немају покретних дијелова.
Ова технологија је погодна за школе пошто омогућава ученицима приступ рачунарима без потребе за куповином или надоградњом скупих десктоп машина. Ако школа не посједује довољно рачунара, нове клијент машине су јефтиније од стандардних рачунара. Ако школа има довољно рачунара али су ови више година стари, могуће је продужити употребни вијек застарјелих рачунара тако што би били претворени у танке клијенте, пошто и релативно спор процесор може обезбиједити одличне перформансе када је у улози танког клијента. Додатна могућност добијања бољих перформанси за мање новца набавком сервера вишег нивоа могућности а претварањем постојећих рачунара у танке клијенте, образовне институције могу добити бољи увид у то како студенти користе рачунарске ресурсе. Неки примјери дистрибуција које користе ЛТСП су Абуледу (AbulÉdu), Катер (Cutter) пројекат, Диворкс (Deworks), Едубунту, K12LTSP и Skolelinux.
Оснивач и вођа пројекта је Џим Маквилан (Jim McQuillan), и за дијељење ЛТСП-а се користе услови које прописује ГНУ-ова општа јавна лиценца.

## Покретање ЛТСП клијента
На ЛТСП серверу окружење привремено промјењеног корјеног директоријума chroot је инсталирано са минималним Линукс оперативним системом и икс окружењем.
Занимљива колекција софтвера је удружена да Линукс терминал-сервер ради. Као прво, клијент користи PXE (pre-execution environment) или NetBoot. Када се клијент покреће са локалног уређаја (као што је хард-диск, CD-ROM или USB диск), он пуни мали Линукс кернел са уређаја који покреће систем и све периферије које препознаје. Када је конфигурисан за мрежно покретање (са механизмима као што су Etherboot), клијент прво захтијева своју ИП адресу и ИП адресу ЛТСП сервера преко DHCP-а. TFTP (Trivial File Transfer Protocol) је искориштен за пребацивање преконфигурисаног снимка на RAM диск клијента.
Током овог процеса клијент ствара (нов) DHCP захтјев за ИП адресу ЛТСП сервера и путању до његовог промјењеног корјеног директоријума. Када је ова информација добијена, клијент моунтује путању на свој корјени систем преко Network File System (NFS) сервиса покренутог на ЛТСП серверу.
Клијент пуни Линукс са NFS монтираног корјеног система и коначно покреће икс виндов систем. клијент се повезује са XDMCP управљач пријављивања на ЛТСП серверу. У случају MueKow (LTSP 5) подешавања, клијент прво гради SSH тунел на икс окружењу ЛТСП сервера, кроз који ће стартовати LDM менаџер пријављивања (на ЛТСП сервер). Од сад надаље, сви програми су стартовани на ЛТСП серверу, али приказани и управљани на клијенту.
| Сврха                                       | ЛТСП 4        | ЛТСП 5 ()                  |
| ------------------------------------------- | ------------- | -------------------------- |
| Извоз графичког интерфејса                  |               |                            |
| Даљинско пријављивање (икс дисплеј менаџер) | КДМ/ГДМ       | ЛТСП Дисплеј Менаџер (ЛДМ) |
| Метод дистрибуције                          | ЛТСП тар-омот | Нативна дистрибуција       |
| Сервер за аутентификацију                   | сервер        | сервер                     |

## пројекат
пројекат је основан у јавним агенцијама Канаде и обласним школама дистрикта Квебек. MILLE долази од Modèle d'Infrastructure Logiciel Libre en Éducation (Модел инфраструктуре слободног софтвера у образовању) и намјењен је за кориштење у образовним установама. Сачињен је од четири подпројекта.

## Прочитај и ово
- Званични сајт
- K12 LTSP
- Едубунту (тражити 'ЛТСП' или 'танки клијент')
- The Cutter project
- Примјер ЛТСП-а у употреби, са образовним ресурсима
- Португалски пројекат употребе ЛТСП-а у учионици
- Бразилски пројекат употребе ЛТСП-а (на португалском)
- Убунту Танки Клијент како (детаљно)
- Збирка Убунту ЛТСП докумената